# Satanta
Satanta, également connu sous le nom de White Bear, est un chef kiowa né vers 1820 et mort le 11 septembre 1878. En novembre 1864, il prend part à la première bataille d'Adobe Walls remportée par les Amérindiens et refuse par la suite de signer des traités avec les Américains, prouvant à ces occasions son talent d'orateur. Le 18 mai 1871, il prend part à une attaque contre des colons et est capturé par les Américains puis condamné à mort mais sa peine est commuée en réclusion à perpétuité au pénitencier de Huntsville. Afin d'apaiser les Kiowas, il est libéré en 1873 à la condition de s'abstenir de toute nouvelle attaque sur des colons. Bien qu'il n'ait pas participé à la seconde bataille d'Adobe Walls, il est tenu pour responsable de l'attaque et Philip Sheridan demande qu'il soit arrêté. Il est de nouveau enfermé à Huntsville puis après quatre ans de détention, réalisant qu'il ne sera jamais libéré, il met fin à ses jours en se jetant du deuxième étage de la prison le 11 septembre 1878. Il est porteur d'une médaille de la paix indienne.